# جراند بريكس دي إسبيرجوس 2015
جراند بريكس دي إسبيرجوس 2015 (بالفرنسية: Grand Prix d'Isbergues 2015)‏  هو سباق دراجات هوائية، وهو الموسم رقم 69 من السباق، وأقيم في 20 سبتمبر 2015، وامتدّ لمسافة 204.1 كيلومتر، وهو أحد سباقات طواف أوروبا للدراجات 2015، وهو من نوع سباق يوم واحد.
فاز فيه بالمركز الأول ناصر بوهاني، وبالمركز الثاني ميكال كولار، وبالمركز الثالث Shane Archbold ‏.

## الفرق
| فرق عالمية (2)- AG2R La Mondiale - FDJ فرق قارية محترفة (3)- Bretagne-Séché Environnement - Cofidis, Solutions Crédits - Europcar فرق قارية (8)- أرمي دي تير 2015 ‏ - إتش بي بي تي بي – أوبير 93 ‏ - ديلكو ‏ - موسم يوسكادي مورياس 2015 ‏ - Van Rysel–Roubaix ‏ - Joker Fuel of Norway ‏ - Veranclassic–Ago ‏ - بنجوال باوليز ساوكس دبليو بي ‏ |  |
| |  |

## الفائزون
| الترتيب | الفائز          |
| ------- | --------------- |
| الفائز  | ناصر بوهاني     |
| الثاني  | ميكال كولار     |
| الثالث  | Shane Archbold ‏ |